# KV2
KV2 és una tomba egípcia de la Vall dels Reis, situat a la riba oest del riu Nil, a l'altura de la moderna ciutat de Luxor. Va pertànyer al faraó Ramsès IV.

## Marc històric

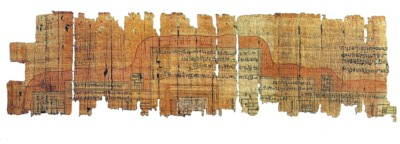
Plànol de la KV2 del 1300aC aprox. - Papir de Torí núm. 1885 al Museu Egipci de Torí.

Catalogada com la tomba número 2 de la Vall dels Reis (KV2), hi fou enterrat el tercer faraó de la dinastia XX. Aquest monarca va governar de 1153-1147 aC (uns sis anys i vuit mesos), i per les seves petjades se sap que va pretendre ser un gran constructor, però a causa de la pobresa del país i al seu breu regnat totes les seves esperances es van truncar. Se'n sap poca cosa ni d'ell ni dels seus successors, però es creu que amb prou feines va sortir del seu capital del delta, Pi-Ramsès, i va deixar Tebes i l'Alt Egipte en mans de la noblesa i, sobretot, de la casta sacerdotal.
Sembla que Ramsès IV (el nom complet al tron seria el de Heqamaatra-Setepenamón Ramsès-Heqamaatra-Meriamón) va haver de fer front a seriosos problemes d'un Estat cada cop més llunyà a la seva edat daurada: la conspiració que probablement havia acabat amb la vida del seu pare, el faraó Ramsès III, no és més que una mostra de la crisi interna que vivia el país. Tota aquesta inestabilitat i decadència es comencen a percebre fins i tot en tot el referent a la tomba del faraó, objecte del nostre estudi: per construir-la es va haver de tornar a negociar amb els constructors de tombes de Deir el-Medina, de nou en vaga pel reduït salari i les dures condicions de treball.

## Situació
KV2, igual que la resta de les tombes reials d'època ramèssida, presenta només un passatge recte i no té pou funerari. És un dels sepulcres més septentrionals de la Vall, situat entre KV1 i KV7, i just davant de KV3.
La història de la construcció de KV2, és relacionada amb la tensió entre els funcionaris del faraó i els constructors de tombes (els pobladors de Deir el-Medina). Només uns quants anys després de la primera vaga coneguda de la història, esdevinguda sota Ramsès III, el seu fill i successor va haver de fer front a més pressions del gremi, que exigia millors condicions i menor racionament dels recursos. La pressió va ser molt forta i, en comptes de seguir el costum de començar la tomba després d'accedir el rei al tron, ho van fer quan ambdues parts van arribar a un acord, quinze mesos després de la coronació efectiva de Ramsès IV.
Globalment, es podria dir que KV2 presenta el mateix perfil que la resta de les tombes ramésidas, amb poca inclinació i càmeres laterals, encara que és una mica reduïda en comparació amb altres faraons. El disseny de la tomba es resumeix en les següents estances: la típica rampa d'entrada (A), tres corredors de lleugera inclinació (B, C, D) seguits d'una petita càmera (I) i de la mateixa cambra sepulcral (J). Aquesta al seu torn té annex un petit passadís (K) amb tres receptacles (denominats Ca, Kb i Kc). La mort primerenca del seu ocupant va fer que els constructors de la tomba convertissin la càmera J, fins llavors destinada a ser una càmera de pilars, en la sepulcral, i que els començaments d'un nou corredor (K) haguessin de ser interromputs i ràpidament acabats mentre el difunt estava sent embalsamat. Per tant, i malgrat que KV2 no és una de les tombes més grans de la Vall és molt especial per presentar notables canvis en la disposició final que, però, no desmereixen al lloc.

## Decoració
Malgrat estar oberta des de l'Antiguitat, la tomba es troba majoritàriament intacta, i manté en un estat de conservació acceptable seus frescs, d'una qualitat notable. A més, és una tomba en cert sentit innovadora, ja que presenta per primera vegada dos textos funeraris inèdits i de gran bellesa.
* Com és habitual, a la rampa d'entrada A no existeix cap decoració, exceptuant l'entrada a l'estada següent, on apareix el disc solar flanquejat per deesses.
* Els passadissos B i C presenten la Lletania de Ra, un motiu molt usual en l'època ramésida. Ramsès IV seria el penúltim faraó a incloure en la seva tomba.
* El corredor B també mostra escenes del monarca davant el déu  Ra - Horakhti.
* El corredor D mostra, per primera vegada en una tomba de la Vall, el Llibre de les Cavernes.
En l'avantcambra (I) hi ha nombroses escenes del Llibre dels Morts.
* A la cambra sepulcral (J) se'ns presenten parts del Llibre de les Portes, de l'Amduat i, al sostre, també per primera vegada, el Llibre de Nut (en lloc de la típica representació del cel que apareix en la majoria de les tombes reials).
* Al passadís K i les càmeres annexes existeixen més parts del Llibre de les Cavernes i representacions del rei envoltat d'alguns déus. A més, a la cambra Kb apareixen objectes funeraris que probablement estiguessin col·locats en aquell mateix lloc.
* També s'han pogut localitzar diversos graffiti. Hi ha almenys set-cents d'origen grecoromà, a més d'uns cinquanta coptes en tota l'extensió de la tomba.
Alguns frescos únics a la Vall són l'aparició dels déus Shu i Tefnut en el Llibre dels Cels, o les curioses figures mumiformes de les sales Ka i Kc.

## Excavació
Al contrari que altres tombes, KV2 mai ha estat objecte d'un gran interès per part dels experts, sobretot perquè sembla que no queda res més per a descobrir-hi. Va ser oberta en tota la extensió des de fa segles, no han fet falta activitats per remoure la runa, ja que tan sols hi ha registrades dues exacavaciones en la història recent: una a la temporada 1905-1906 per Edward R. Ayrton i una altra en 1920 per Howard Carter, quan aquest ja treballava per al Comte de Carnavon.
No obstant això, molt abans d'aquests arqueòlegs, KV2 ja havia estat visitada per molts altres experts que es van dedicar a traduir-ne les inscripcions o fer plànols i dibuixos del lloc. Tal és el cas de grans coneguts de l'egiptologia com Richard Pococke o James Burton.
Els treballs d'Ayrton i Carter, van portar a la llum la majoria dels objectes que se solen trobar a les tombes reials de l'època: ushebtis, restes de mobles funeraris, ostrakas i fins i tot restes humanes que s'han datat en èpoques molt posteriors, pertanyents a un enterrament intrús o possibles habitants de la tomba, que sens dubte seria molt utilitzada per monjos o eremites en època copta.

## La mòmia del faraó
Quan va morir Ramsés IV, el seu fill i successor Ramsès V va manar enterrar-lo en KV2, destinada a tal propòsit, encara que sabem que encara no era completa i va haver d'acabar amb precipitació. El sarcòfag exterior, de 2,5 m d'alçada, encara és en la tomba, i és trencat, probablement ja des de l'antiguitat.
La mòmia del faraó va ser una de les que es van trobar en l'amagatall de KV35, i està perfectament identificada, tot i que ocupava un sarcòfag de fusta en principi destinat a un sacerdot de nom Aha. Es desconeix quin va ser el viatge que va haver de patir, però és de suposar que va descansar en la KV2 fins a, aproximadament, l'any 13 del regnat d'Esmendes I, quan va ser traslladada juntament amb altres sobirans a un lloc fora de perill dels violadors de tombes.
El cadàver del faraó es troba en bon estat de conservació, excepte alguns contratemps potser soferts durant el trasllat o pels lladres de tombes (un peu trencat, un forat al crani i la manca de les ungles de les mans). Es creu que Ramsès IV tindria al voltant de 50 anys quan es va morir i no s'ha trobat res que faci suposar que no fos per causes naturals.